# Stylopoma inchoans
Stylopoma inchoans är en mossdjursart som beskrevs av Tilbrook 2000. Stylopoma inchoans ingår i släktet Stylopoma och familjen Schizoporellidae. Inga underarter finns listade i Catalogue of Life.